# Ноли Анет Лакур
Ноли Анет Лакур (фр. Noelli Annette Lacour; Бержерак, 1. децембар 2006) габонска је пливачица француског порекла, учесница олимпијских игара и национална рекордерка.
Носила је заставу своје земље на церемонији отварања Летњих олимпијских игара 2024. у Паризу.

## Спортска каријера
Иако рођена и одрасла у Француској, Лакур је дебитовала за Габон на Панафричким играма одржаним почетком 2024. у Акри у Гани. Такмичила се у трци на 50 метара слободним стилом коју је завршила на 6. месту са временом од 28,08 секунди. Месец дана касније такмичила се и на Афричком првенству одржаном у Луанди, где су јој најбољи резултати били два 16. места у тркама на 50 слободно и 50 делфин. 
Захваљујући специјалној позивници учествовала је на Олимпијским играма Паризу 2024. године. У  Паризу је пливала у квалификацијама трке на 50 метара слободним стилом. Наступила је у четвртој квалификационој групи где је пливала у стази 4, и са временом од 27.68 секунди заузела је прво место у својој квалификационој групи, односно укупно 46. место у конкуренцији 79 такмичарки. Уједно је то био и њен лични, али и национални рекорд Габона. На церемонији отварања Олимпијских игара носила је заставу своје земље, заједно са атлетичарем Визијем Мукулом. 